# Auguste Andrade
Pour les articles homonymes, voir Andrade.
Jean (ou Jacob) Auguste Andrade, né à Saint-Esprit (Pyrénées-Atlantiques) le 12 août 1793 et mort le 11 janvier 1843 à Paris, est un chanteur et compositeur français.

## Biographie
Fils d'Abraham Andrade, rabbin de Saint-Esprit puis grand-rabbin de Bordeaux, membre du Grand Sanhédrin et de l'Assemblée des notables, Auguste Andrade est élève de Pierre-Jean Garat et d'Antoine Ponchard au Conservatoire de Paris. Il remporte en 1820 le premier prix de chant. 
Professeur de musique vocale, chanteur (ténor) de la Société des Concerts du Conservatoire, on lui doit des romances et des nocturnes publiés chez Petibon et Schlesinger.

## Œuvres
Parmi ses nombreuses compositions :

### Chanteur
- Messes en mi bémol majeur, chœur à 4 voix et orchestre, 1816
- Adjutor in oportunitatibus en fa majeur, chœur à 4 voix et orchestre, 1818

### Compositeur
- Le Départ du matelot, ballade, paroles de Casimir Delavigne, 1827
- Le Berger d'Appenzel, chant, piano, v. 1830
- L'Exilé, chant, piano, v. 1830
- La promenade sur l'eau, barcarolle à deux voix, paroles de Ulric Guttinguer, 1830
- La Magicienne, chant, piano, 1835
- Pleure petite fille, chant, piano, 1835
- Un ciel étranger, chant, piano, 1835
- C'est bien la peine d'être sage, chansonnette, non datée

### Publications
- Une leçon de vocalise, avec Antoine Romagnesi, 1825
- Méthode de chant et de vocalisation, non datée